# Гапон, Владимир Аркадьевич
Владимир Аркадьевич Гапон (укр. Володимир Аркадійович Гапон; род. 3 августа 1979, Луцк) — украинский футболист, полузащитник.

## Клубная карьера
Выступал за такие клубы, как «Волынь», одесский «Черноморец», «Уралан», винницкая «Нива», «Нефтяник-Укрнефть» и «Десна».
В высшей лиге чемпионата Украины дебютировал 20 мая 1995 года, выйдя на замену на 84-й минуте матча «Динамо» — «Волынь» в возрасте 15 лет 9 месяцев, став вторым самым молодым футболистом в истории высшей лиги чемпионата Украины (после Юрия Фенина).
С 2015 года Владимир Гапон старший тренер «Волынь» U-19..

## Выступления за сборную
В 1998 году сыграл один матч в составе молодёжной сборной Украины.